# یامچی (زنجان)
یامچی یک روستا در ایران است که در دهستان زنجان‌رود بالا در شهرستان زنجان واقع شده‌است. یامچی ۱٬۱۱۷ نفر جمعیت دارد.
یامچی روستایی مذهبی

## جمعیت
این روستا در بخش مرکزی شهرستان زنجان قرار دارد و براساس سرشماری مرکز آمار ایران در سال ۱۳۸۵، جمعیت آن ۱۱۱۷ نفر (۲۳۳ خانوار) بوده‌است.